# Mineframe
Mineframe (произносится майнфрэйм) — система автоматизированного планирования, проектирования и сопровождения горных работ.
Система предназначена для комплексного решения широкого круга геологических, маркшейдерских и технологических задач, встречающихся в практике работы горнодобывающих предприятий, научных и проектных организаций. Система содержит обширный набор инструментов, позволяющих работать с трёхмерными моделями объектов горной технологии. Среди них геологические пробы, рудные тела и пласты, маркшейдерские точки, горные выработки, выемочные единицы, конструктивные элементы и узлы системы разработки, естественные и технологические поверхности (включая карьеры и отвалы), склады (штабели) и развалы горной породы.

## Общие сведения
Программные средства системы обеспечивают коллективный, контролируемый доступ к удаленным базам данных (БД), что позволяет формировать единое информационное пространство предприятия. Создаваемые в рамках системы автоматизированные рабочие места геологов, маркшейдеров и технологов позволяют решать большинство задач, встречающихся при планировании, проектировании и сопровождении горных работ.
Основные конкуренты:
- Продукты компании Datamine
- Продукты компании Deswik

- Продукты компании GEOVIA
- Продукты компании Micromine
- Продукты компании MineScape

## Состав
Система включает в себя программные продукты:
- GeoTools—Редактор для ведения БД по геохимическому опробованию месторождения, выполнения операций первичной обработки данных опробования и формирования на их основе отчетной документации.
- GeoTech-3D—Многофункциональный 3D-редактор для создания и визуализации моделей объектов горной технологии и решения на этой основе геологических, маркшейдерских и технологических задач, встречающихся в практике работы горнодобывающих предприятий, научных и проектных организаций.
- GeoDesign—Графический редактор для создания моделей типовых конструктивных элементов и узлов системы разработки и формирования БД моделей объектов этого типа.
- GeoUsers—Программа управления режимом доступа пользователей к удаленным БД, ведения журнала изменения объектов, архивации и восстановления БД.
- MineGear―Программа диспетчеризации, которая представляет собой комплекс программных средств для мониторинга, оперативного управления горнотранспортным оборудованием карьеров и оптимизации транспортных перевозок.

## Решаемые задачи
Формируемые в рамках системы автоматизированные рабочие места геологов, маркшейдеров и технологов позволяют решать большинство задач, встречающихся при планировании и проектировании горных работ:
1. Формирование базы данных геологического опробования месторождений.
2. Создание векторных, каркасных и блочных моделей объектов горной технологии.
3. Визуализация моделей объектов в трёхмерном пространстве, на вертикальных разрезах и планах.
4. Геостатистический анализ месторождений и создание на этой основе блочных моделей распределения компонентов полезного ископаемого в границах рудных тел (пластов).
5. Построение изолиний равных высотных отметок поверхностей, мощности геологических тел и содержания полезного ископаемого по данным опробования.
6. Формирование базы данных (каталога) маркшейдерских точек и решение на их основе различных маркшейдерских и геодезических задач, включая обработку результатов тахеометрической и теодолитной съемки.
7. Создание моделей подземных горных выработок по данным маркшейдерских планшетов с использованием механизм автоматизированного размещения сечений выработок.
8. Моделирование проходки горных выработок и анализ результатов проходки за календарный период.
9. Подсчет объемных и качественных показателей выемочных единиц, в том числе и при календарном планировании отбойки (выемки).
10. Формирование базы данных моделей конструктивных элементов и узлов системы разработки для последующего использования при решении задач проектирования горных работ.
11. Горно-геометрический анализ и оптимизация границ карьера по экономическим показателям.
12. Планирование открытых горных работ, проектирование карьеров и массовых взрывов.
13. Формирование рабочих чертежей в стандарте горной графики.
14. Визуализация результатов мониторинга технологических и природных процессов, включая мониторинг транспорта и сейсмических событий.